# Готтау, Хорхе
Хорхе Готтау (исп. Jorge Gottau CSSR; 23 мая 1917 год, колония Сан-Мигель-Архангел, провинция Буэнос-Айрес, Аргентина — 24 апреля 1994 года) — католический прелат, первый епископ Аньятуи с 12 июня 1961 года по 21 декабря 1992 года. Член монашеской конгрегации редемптористов.

## Биография
Родился 23 мая 1917 года в колонии Сан-Мигель-Архангел (провинция Буэнос-Айрес) в многодетной эмигрантской семье немцев из Поволжья. Начальное образование получил в школе Сан-Ниньо в родной колонии. С 12 лет обучался в малой семинарии редемптористов в Белья-Висте. 5 февраля 1938 года вступил в монашескую конгрегацию редемптористов. 19 декабря 1942 года был рукоположён в священники.
В 1956 году избран провинциальным настоятелем редемптористов в Аргентине.
10 апреля 1961 года Папа Римский Иоанн XXIII издал буллу «In Argentina», которой учредил епархию Аньятуи и 12 июня 1961 года назначил Хорхе Готтау её первым епископом. 27 августа 1961 года состоялось его рукоположение в епископы, которое совершил архиепископ Буэнос-Айреса кардинал Антонио Каджиано в сослужении с архиепископом Тукумана Хуаном Карлосом Арамбуру и титулярным архиепископом Мигелем Патернайном.
Участвовал в работе Второго Ватиканского собора.
Будучи епископом Аньятуи основал 15 новых приходов и 200 часовен. Занимался социальной деятельностью — по его инициативе были основаны 26 учебных заведений (15 местных начальных школ, 8 средних школ, 2 факультета), центры профессиональной подготовки и семинаров, семь детских домов для детей, интернаты для пожилых людей и инвалидов.
21 декабря 1992 года подал в отставку. Скончался 24 апреля 1994 года.
В 2015 году в архиепархии Буэнос-Айреса начался процесс его беатификации. 